# Couvent des Ursulines de Quimper
Le couvent des Ursulines de Quimper est un ancien couvent fondé en 1621. Situé sur l'esplanade Julien Gracq, rue de Falkirk à Quimper dans le Finistère, le couvent est aujourd'hui la médiathèque Alain Gérard.

## Situation
Le couvent est situé entre le centre historique de Quimper, proche de la cathédrale Saint-Corentin, et le centre culturel, comprenant notamment l'école des Beaux-Arts et le théâtre de Cornouailles. Il est implanté entre la rue Saint-Mathieu, actuelle rue du Rossignol, et la rue du Chapeau Rouge, actuelle rue des Fèvres, sur la "Terre-au-Duc", en dehors des remparts de la ville et à proximité des autres congrégations.

## Historique

### Avant la Révolution
La congrégation des Ursulines s'installe à Quimper en 1621 sous l'impulsion de la veuve du seigneur de Kernabrest et de Perrette de Bermond venues de Moulins. Le premier bâtiment, en équerre, construit en 1623, est rapidement complété par une chapelle, la chapelle du Paradis, cédée par la paroisse Saint-Mathieu en 1627. En 1628, le marquis de Rosmadec leur donne des terres grâce à un acte de fondation. Le couvent prend de l'importance tout au long du XVIIe siècle grâce à la création d'un pensionnat et d'une école, accueillant les jeunes filles de l'internat ainsi que des externes, dans un bâtiment à l'extérieur de l'espace conventuel, de façon à respecter la règle de clôture. Cela amènera la congrégation à adhérer à la province de Paris qui se consacre à l'éducation et à l'instruction de la jeunesse. On y enseigne l'écriture, la lecture et les mathématiques mais la majorité de l'instruction dispensée est religieuse.
En 1760, la construction d'un deuxième bâtiment en forme de quadrilatère débute mais il ne sera jamais terminé. Seules les ailes est et sud sont achevées.

### La Révolution et le XIXesiècle
En 1790, le gouvernement révolutionnaire ordonne la confiscation des biens de l’Église mais la congrégation occupe toujours les lieux en attendant une éventuelle vente ou réaffectation. En 1792, la chapelle du Paradis est détruite par un incendie. En 1793, l'aile sud du bâtiment de 1760, actuelle bibliothèque, est transformée en prison militaire accueillant des prisonniers de guerre.  En 1794, les 41 religieuses du couvent sont expulsées et le reste des bâtiments est réaffecté. Il est envisagé d'installer le tribunal et les prisons civiles dans l'ancienne construction de 1623. Cependant, sa vétusté oblige à entreprendre des travaux. Le tribunal et les archives seront finalement installés dans l'aile est du bâtiment de 1760 et la maison de Justice dans celui de 1623. La prison militaire est reconvertie en caserne de vétérans à la suite de son acquisition par la ville de Quimper en 1808. Elle sera par la suite transformée en caserne pour régiments actifs. Le tribunal et les archives déménagent en 1832 et la caserne s'étend sur l'aile désormais inoccupée. Cependant, malgré la réaffectation de l'aile, la caserne reste trop petite pour accueillir un bataillon entier et le matériel dont les soldats ont besoin. En 1862, un nouveau bâtiment est construit dans la cour, adossé au mur de clôture pour accueillir les exercices des soldats et le dépôt.
Il est inscrit au titre des monuments historiques en 1987.